# Comitatul Fejér
Comitatul Fejér, cunoscut și ca Varmeghia Fejér (în maghiară Fejér vármegye, în germană Komitat Weißenburg, în latină Comitatus Albensis), a fost o unitate administrativă a Regatului Ungariei și a Republicii Ungare din secolul XI și până în 1950. În prezent, majoritatea teritoriului fostului comitat face parte din județul Fejér (aflat în centrul Ungariei). Capitala comitatului a fost orașul Székesfehérvár (în germană Stuhlweißenburg).

## Geografie
Comitatul Fejér se învecina la vest cu Comitatul Veszprém, la nord cu Comitatul Komárom, la est cu Comitatul Pest-Pilis-Solt-Kiskun și la sud cu Comitatul Tolna. El se întindea la sud-vest de capitala Budapesta, în jurul orașului Székesfehérvár. Fluviul Dunărea forma o mare parte din limita sa estică. Suprafața comitatului în 1910 era de 4.129 km², incluzând suprafețele de apă. În 1948, suprafața sa ajunsese la 3.989 km².

## Istorie
Comitatul Fejér este unul dintre cele mai vechi comitate din Regatul Ungariei, el fiind atestat încă din secolul XI. Granițele comitatului au fost rectificate de-a lungul vremii.
Regiunea Solt, aflată la est de Dunăre, care făcuse parte inițial din comitatul Fejér, a trecut la Comitatul Pest-Pilis-Solt în secolul al XVII-lea.
În anul 1950, după cel de-al doilea război mondial, regiunea de la sud-est de Lacul Balaton (din jurul orașului Enying), care făcuse parte din comitatul Veszprém, a trecut la Comitatul Fejér. Orașul Érd și împrejurimile sale au trecut la județul Pest. Astfel, comitatul Fejér a fost desființat și majoritatea teritoriului său a format județul Fejér din cadrul noului stat Ungaria.

## Demografie
În 1891, populația comitatului era de 222.445 locuitori, dintre care: 
- Maghiari -- 190.660 (85,71%)
- Germani -- 26.077 (11,72%)
- Slovaci -- 2.924 (1,31%)
- Sârbi -- 2.103 (0,94%)

În 1910, populația comitatului era de 214.045 locuitori, dintre care: 
- Maghiari -- 183.468 (85,71%)
- Germani -- 23.727 (11,08%)
- Slovaci -- 4.278 (1,99%)
- Sârbi -- 592 (0,27%)

## Subdiviziuni
La începutul secolului 20, subdiviziunile comitatului Fejér erau următoarele:
| Districte (járás)                            | Districte (járás) |
| District                                     | Capitală          |
| -------------------------------------------- | ----------------- |
| Adony                                        | Adony             |
| Mór                                          | Mór               |
| Sárbogárd                                    | Sárbogárd         |
| Székesfehérvár                               | Székesfehérvár    |
| Vál                                          | Vál               |
| Comitate urbane (törvényhatósági jogú város) |                   |
| Székesfehérvár                               |                   |